# San Paolo all'Orto
San Paolo all'Orto je bývalý katolický kostel v Pise.
První dochovaná zmínka o této stavbě pochází z roku 1086. V 12. až 15. století patřil ke klášteru augustiniánek. Kostel je v současnosti odsvěcen a je využíván pro kulturní akce.
Fasádu zdobí typické pisánské pruhy z dvojbarevného mramoru, a pětioblouková arkáda s kosočtverci, intarziemi a hlavicemi, které byly vytvořeny Biduinem na konci 12. století. Zvonice, která byla několikrát přestavována, je datována do 17. století.
Interiér je trojlodní a míval jednu apsidu zničenou v 15. století. Uchovává zbytky fresek a sinopií z 12. a 13. století a fresky a štukovou výzdobu z 18. století.